# Вільна Україна (газета, Львів)
Вільна Україна — газета, орган Львівського обласного i міського комітетів Комуністичної партії України, в 1939—1991 також орган Львівської обласної ради депутатів трудящих. Виходила у Львові від 25 вересня 1939 року (з перервами 1941—1944,1991—1993).

## Історія
Після вторгнення СРСР до Польщі та встановлення радянської влади на Західній Україні заборонили випуск усіх газет, що існували на той час у Львові. Замість них 25 вересня 1939 року вийшла газета «Вільна Україна» як орган Політичного управління Українського фронту‚ згодом — орган Тимчасового управління Львова та орган Львівського обласного і міського комітетів КП(б)У і Львівського обвиконкому.
Відновлена 1944 року, виходила до серпня 1991 року п'ять разів на тиждень. У 1980-х роках тираж видання виріс від 45 тис. до 230 тис. примірників. У 1991 році газета ліквідована рішенням Львівської обласної ради на виконання постанови Верховної ради України про заборону КПУ. У 1993 році відновила вихід як «газета соціального захисту», що висловлювала позицію КПУ; виходила спочатку як місячник, згодом — двотижневик. 

## Відповідальні редактори газети
- .09.1939—.10.1939 Животенко Павло Миколайович
- .10.1939—.06.1941 Колесниченко Павло Васильович
- 1944—1950 Хижняк Антон Федорович
- 1950—1955 Юр Панас Романович
- 1955—.12.1975 Ступницький Леонід Васильович
- .12.1975—.02.1986 Косован Олександр Романович
- .04.1986—.08.1991 Ільницький Микола Михайлович
- 1996—200?. Шевців Євген Андрійович
- 200?—200? Голуб Олександр Володимирович